# Toni Basil (album)
Toni Basil è il secondo album in studio della cantante statunitense Toni Basil, pubblicato nel 1983.

## Tracce
Versione internazionale
1. Over My Head – 3:20
2. Do You Wanna Dance – 3:58
3. Go for the Burn – 4:04
4. Street Beat – 3:37
5. Suspense – 3:54
6. Spacewalkin' the Dog – 4:23
7. Best Performance – 3:50
8. Easy for You to Say – 4:26
9. I Don't Hear You – 3:32